# HD44290
HD44290 — хімічно пекулярна зоря спектрального класу B9, що має видиму зоряну величину в смузі V приблизно  8,6.
Вона  розташована на відстані близько 829,9 світлових років від Сонця.

## Пекулярний хімічний вміст
Зоряна атмосфера HD44290 має підвищений вміст 
Cr
.